# Aéroport international de Bangor
Pour les articles homonymes, voir BGR.
L'aéroport international de Bangor, (code IATA : BGR • code OACI : KBGR) est un aéroport domestique et international desservant la ville de Bangor, ville du Nord-Est des États-Unis dans l'État du Maine. C'est le siège du comté de Penobscot et le centre commercial principal de l'Est, du Centre et du Nord du Maine ainsi que la troisième ville de l’État.
C'est le 142e aéroport nord-américain avec plus de 0,564 million de passagers qui y ont transité en 2009.[réf. obsolète]
L'aéroport doit sa prospérité à sa position sur le couloir aérien entre l'Europe et le Nord-Est des États-Unis. Le terme « international » dans son nom est lié à son rôle dans le commerce transatlantique.

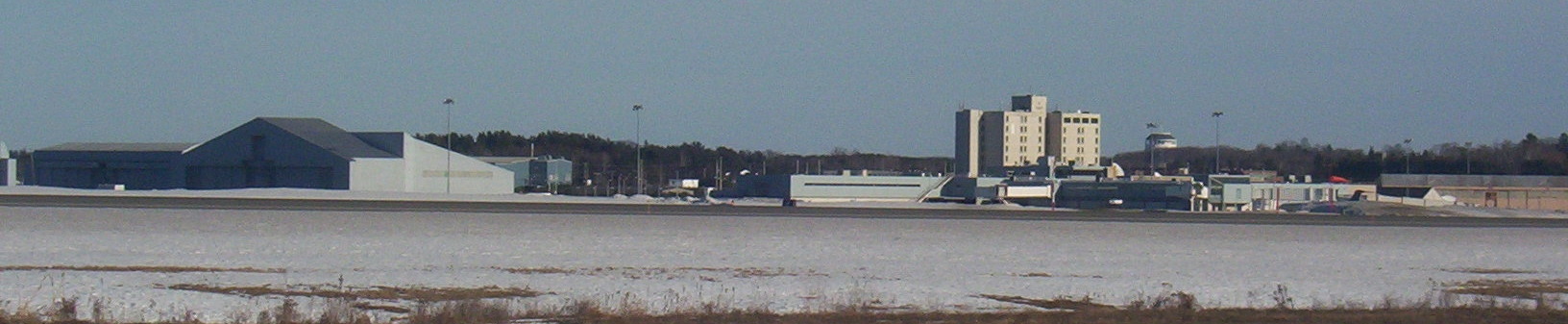